# Massa Martana
Massa Martana è un comune italiano di 3 566 abitanti della provincia di Perugia in Umbria. Conosciuta come Massa in epoca pontificia, prese l'attuale denominazione con regio decreto del 29 marzo 1863.
Massa Martana è un antico borgo medioevale, tornato all'antico splendore grazie ai lavori di restauro eseguiti dopo il terremoto del 1997.
Il territorio comunale, attraversato dall'antica via Flaminia, è ricco di reperti di epoca romana e di chiese.

## Geografia fisica
- Classificazione climatica: zona E, 2262 GR/G

Fanno da cornice al paese i Monti Martani, che ne costituiscono una delle principali attrattive.
Massa Martana fa parte delle Città dell'olio. È inserito tra i Borghi più belli d'Italia.

## Storia
Si ipotizza che l'odierna Massa Martana fosse l'antico insediamento romano Vicus ad Martis (o Vicus Martanus o Marta) sulla via Flaminia. Appartenne in età medievale ai Bonaccorsi e ai Bentivegna prima di entrare a far parte dello Stato della Chiesa.

## Monumenti e luoghi d'interesse

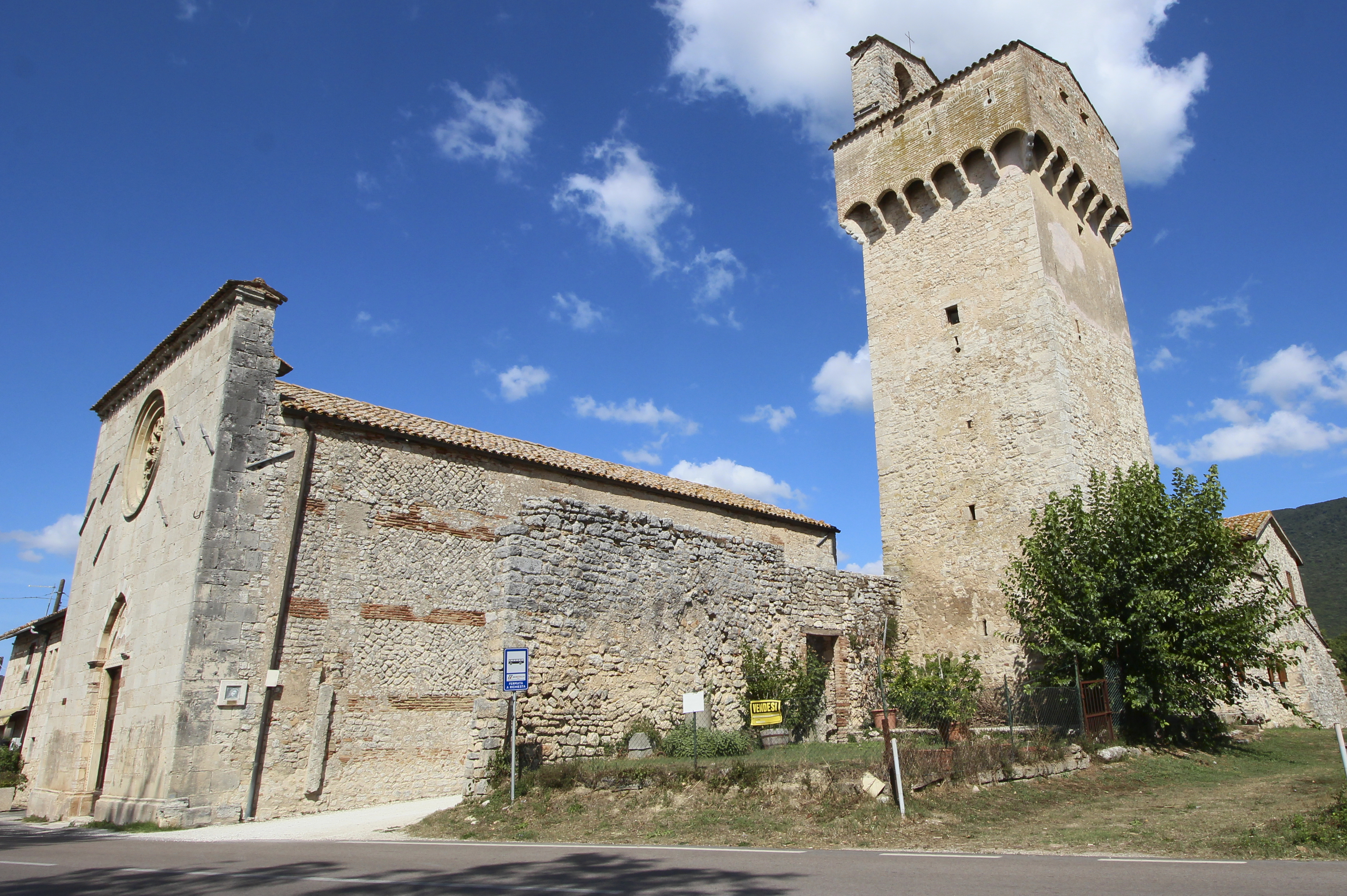
Chiesa di Santa Maria in Pantano

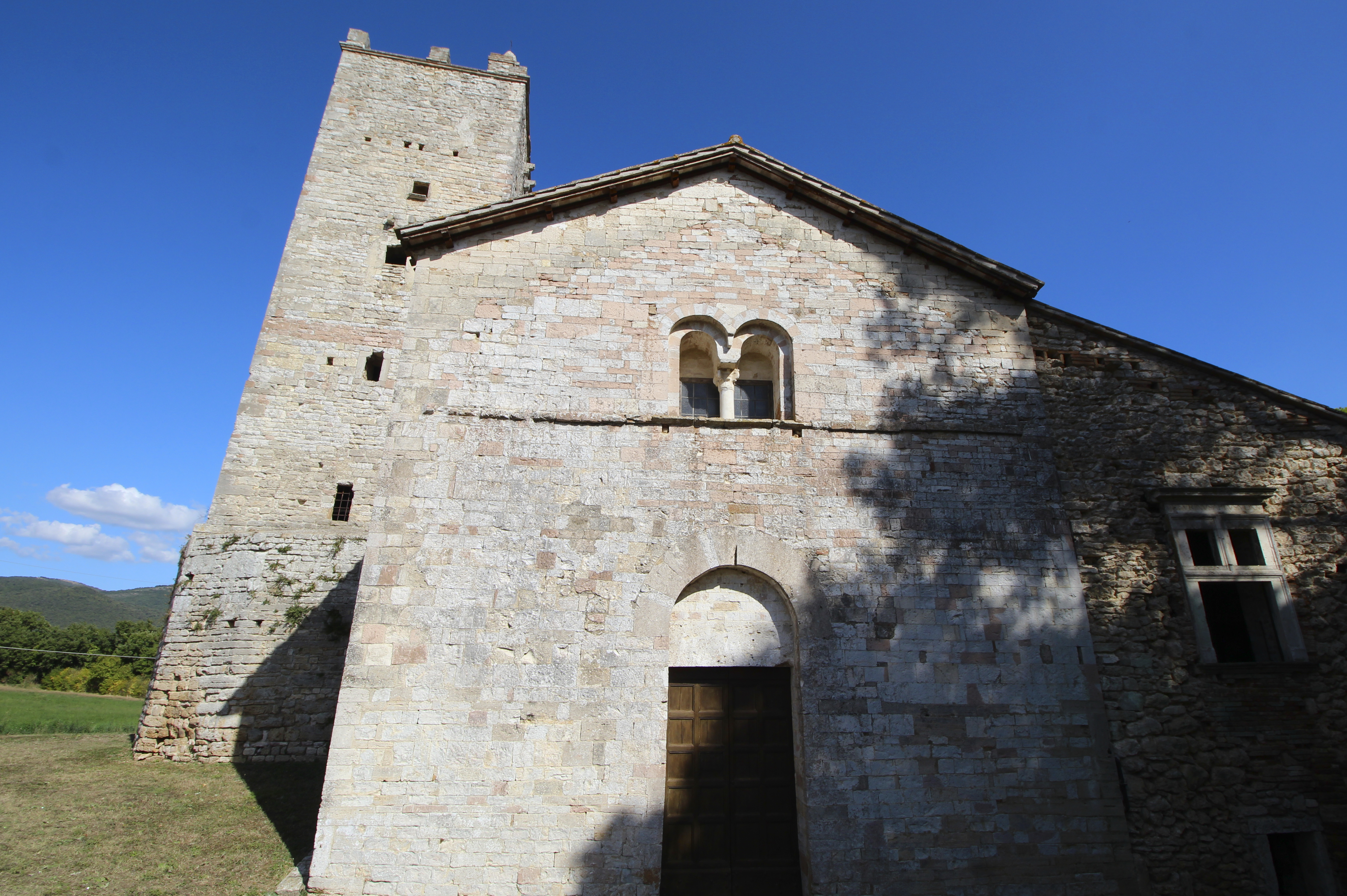
Abbazia di Fidenzio e Terenzio

### Architetture religiose
Nel territorio sono presenti numerosi luoghi di culto:
- Chiesa di San Felice, nel centro storico;
- Chiesa di Santa Maria in Pantano;
- Santuario della Madonna della Pace, con una bella porta medievale di accesso al centro storico;
- Chiesa di Santa Maria della Concezione;
- Chiesa di Sant'Arnaldo;
- Chiesa di San Giovanni Battista;
- Chiesa di Sant'Ippolito;
- Chiesa di San Pietro in Monte;
- Chiesa di San Sebastiano;
- Chiesa di San Valentino;
- Chiesa di Sant'Ilario;
- Chiesa di Santa Illuminata;
- Chiesa dell'Ascensione;
- Chiesa di Sant'Antonino de Castro;
- Chiesa di Sant'Antonio del Busseto;
- Chiesa di San Pietro sopra le Acque;
- Chiesa di San Giovanni;
- Chiesa di Santa Degna;
- Chiesa di San Sebastiano;
- Chiesa di San Bernardino;
- Chiesa dei Santi Giuseppe e Bernardino;
- Chiesa di Santa Maria delle Grazie e di Santa Maria della Pace;
- Chiesa dei Santi Filippo e Giacomo a Mezzanelli: all'interno si conserva una pala rafﬁgurante i Santi Filippo e Giacomo che indicano il SS. Sacramento alle Anime del Purgatorio di Giacinto Boccanera, firmata e datata 1724;[5]
- Chiesa della Madonna dell'Acqua e di San Giacomo;
- Santuario della Madonna di Castelvecchio;
- Abbazia di Santa Maria;
- Abbazia dei Santi Fidenzio e Terenzio;
- Abbazia di San Faustino.

## Società

### Evoluzione demografica
Abitanti censiti

## Economia

### Prodotti tipici
- Nociata, torrone umbro
- Vini Doc "Colli Martani"
- Olio extravergine di oliva Dop "Colli Martani"
- Salsicce, prosciutti, porchetta
- Tartufi, funghi, asparagi
- Acque oligominerali (Sanfaustino)

### Industria e terziario
- Telecomunicazioni (EMICOM srl)
- Impiantistica (ANGELANTONI spa)

## Infrastrutture e trasporti

### Ferrovie

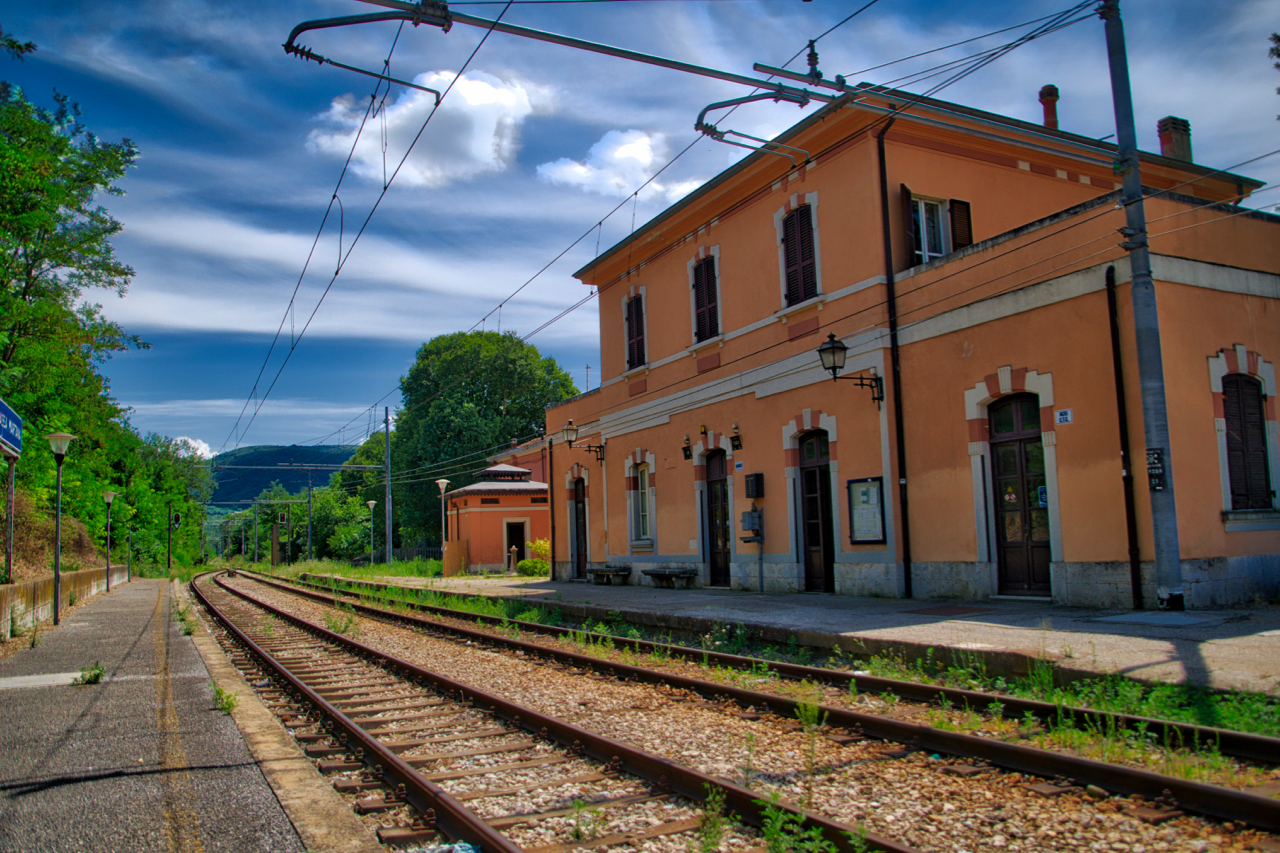
Stazione di Massa Martana

Massa Martana dispone di due stazioni ferroviarie, entrambe sulla Ferrovia Centrale Umbra:
- Stazione di Massa Martana, a circa 6 chilometri dal centro, a valle del paese in località Vocabolo di Stazione;
- Stazione di San Faustino-Casigliano, distante circa 10 chilometri dal centro del paese, in località Selvarelle.

## Amministrazione
| Periodo        | Periodo         | Primo cittadino         | Partito                     | Carica  | Note  |
| -------------- | --------------- | ----------------------- | --------------------------- | ------- | ----- |
| 1º giugno 1985 | 6 giugno 1990   | Ferdinando Carlo Pompei | Democrazia Cristiana        | Sindaco | [ 7 ] |
| 7 giugno 1990  | 23 aprile 1995  | Vito Iona Murgia        | Partito Socialista Italiano | Sindaco | [ 7 ] |
| 24 aprile 1995 | 13 giugno 1999  | Guido Rossi             | Indipendente                | Sindaco | [ 7 ] |
| 14 giugno 1999 | 13 giugno 2004  | Giampiero Gubbiotti     | Lista civica                | Sindaco | [ 7 ] |
| 14 giugno 2004 | 15 ottobre 2008 | Giampiero Gubbiotti     | Centro-sinistra             | Sindaco | [ 7 ] |
| 8 giugno 2009  | 25 maggio 2014  | Maria Pia Bruscolotti   | Lista civica                | Sindaco | [ 7 ] |
| 26 maggio 2014 | 26 maggio 2019  | Maria Pia Bruscolotti   | Capacità e futuro           | Sindaco | [ 7 ] |
| 27 maggio 2019 | 9 giugno 2024   | Francesco Federici      | Bene comune                 | Sindaco | [ 9 ] |
| 10 giugno 2024 | in carica       | Francesco Federici      | Futuro comune               | Sindaco | [ 7 ] |

### Gemellaggi
- Ústí nad Orlicí[senza fonte]
- Bystrzyca Kłodzka[senza fonte]